# Presidentsverkiezingen in de Khmerrepubliek (1972)

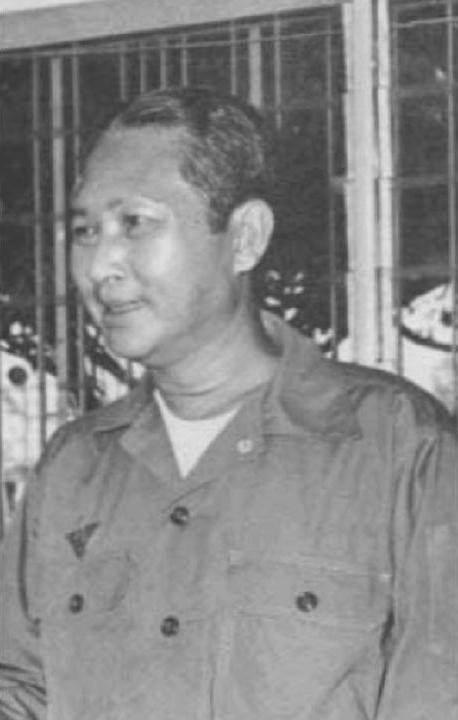
President Lon Nol (1972-1975)

De presidentsverkiezingen in de Khmerrepubliek van 1972 vonden op 4 juni van dat jaar plaats en werden gewonnen door waarnemend president Lon Nol die 55% van de stemmen kreeg. Het waren de eerste en enige presidentsverkiezingen ooit gehouden in Cambodja.

## Uitslag
| Kandidaat           | Kandidaat | Partij                   | Stemmen   | %      |
| ------------------- | --------- | ------------------------ | --------- | ------ |
|                     | Lon Nol   | Parti social républicain | 578.560   | 54,93  |
|                     | In Tam    | Parti démocrate          | 257.496   | 24,45  |
|                     | Keo An    | Parti républicain        | 217.174   | 20,62  |
| Totaal              | Totaal    | Totaal                   | 1.053.230 | 100,00 |
|                     |           |                          |           |        |
| Opkomst             | Opkomst   | Opkomst                  | 1.840.592 | 57,56% |
| Bron: Nohlen et al. |           |                          |           |        |

Lon Nol: 578.560 stemmen
In Tam: 257.496 stemmen
Keo An: 217.174 stemmen